# Guglielmo Tornabuoni
Guglielmo Tornabuoni (all'anagrafe Guglielmo Tornaboni, detto Memo) (Marina di Massa, 1º marzo 1899 – Livorno, 1º marzo 1966) è stato un calciatore e allenatore di calcio italiano, di ruolo centrocampista.

## Carriera

### Giocatore
Colosso alto oltre un metro e novanta con un paio di spalle da pugile, iniziò la sua carriera tra le file della Giovanni Gerbi di Pisa dove giocò un solo anno prima di venire prelevato dal Pisa (giocando un totale di 81 partite segnando 12 reti), quindi disputò due stagioni con l'Inter
(per un totale di 29 incontri e 7 reti), ove costituì il famoso "duo" con "Zizi" il grande Cevenini, per poi passare nel 1926 al Pietrasanta. Atleta completo nel più ampio senso della parola, fu la "disperazione" dei portieri per i suoi improvvisi ed impensati colpi di testa.

### Allenatore
Ha allenato per quattro stagioni consecutive il Grosseto, risultando essere il primo allenatore ufficiale della storia del club maremmano.

## Statistiche

### Presenze e reti nei club
| Stagione           | Club               | Campionato      | Campionato | Campionato |
| Stagione           | Club               | Comp            | Pres       | Reti       |
| ------------------ | ------------------ | --------------- | ---------- | ---------- |
| 1914-1915          | Gerbi Pisa         | Promozione      | 2          | ?          |
| 1915-1924          | Pisa               | Prima Divisione | 82         | 12         |
| 1924-1925          | Inter              | Prima Divisione | 19         | 6          |
| 1925-1926          | Inter              | Prima Divisione | 10         | 1          |
| 1926-1927          | Pietrasanta        | Terza Divisione | ?          | ?          |
| 1927-1928          | Pietrasanta        | Terza Divisione | ?          | ?          |
| Totale Pisa        | Totale Pisa        |                 | 81         | 12         |
| Totale Inter       | Totale Inter       |                 | 29         | 7          |
| Totale Pietrasanta | Totale Pietrasanta |                 | ?          | ?          |
| Totale carriera    | Totale carriera    |                 | 110+       | 19+        |